# キセノンランプ

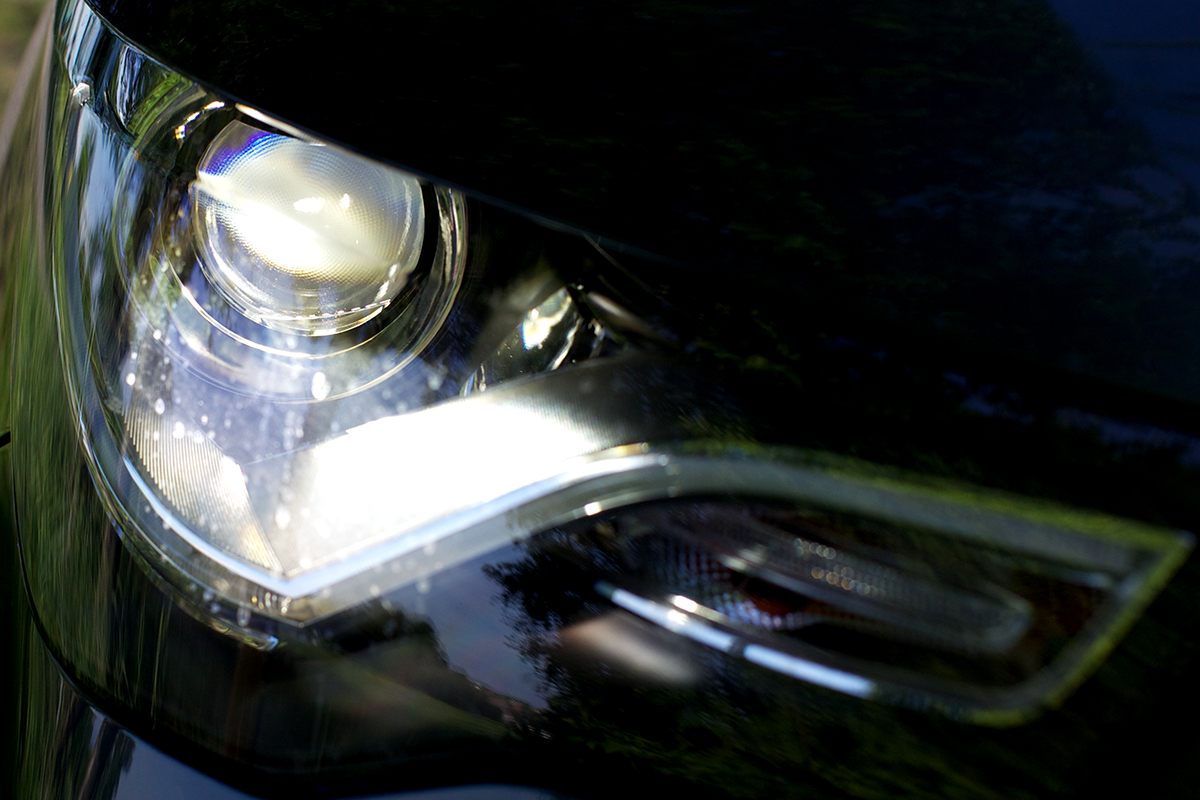
キセノンランプ（アウディ・A1）

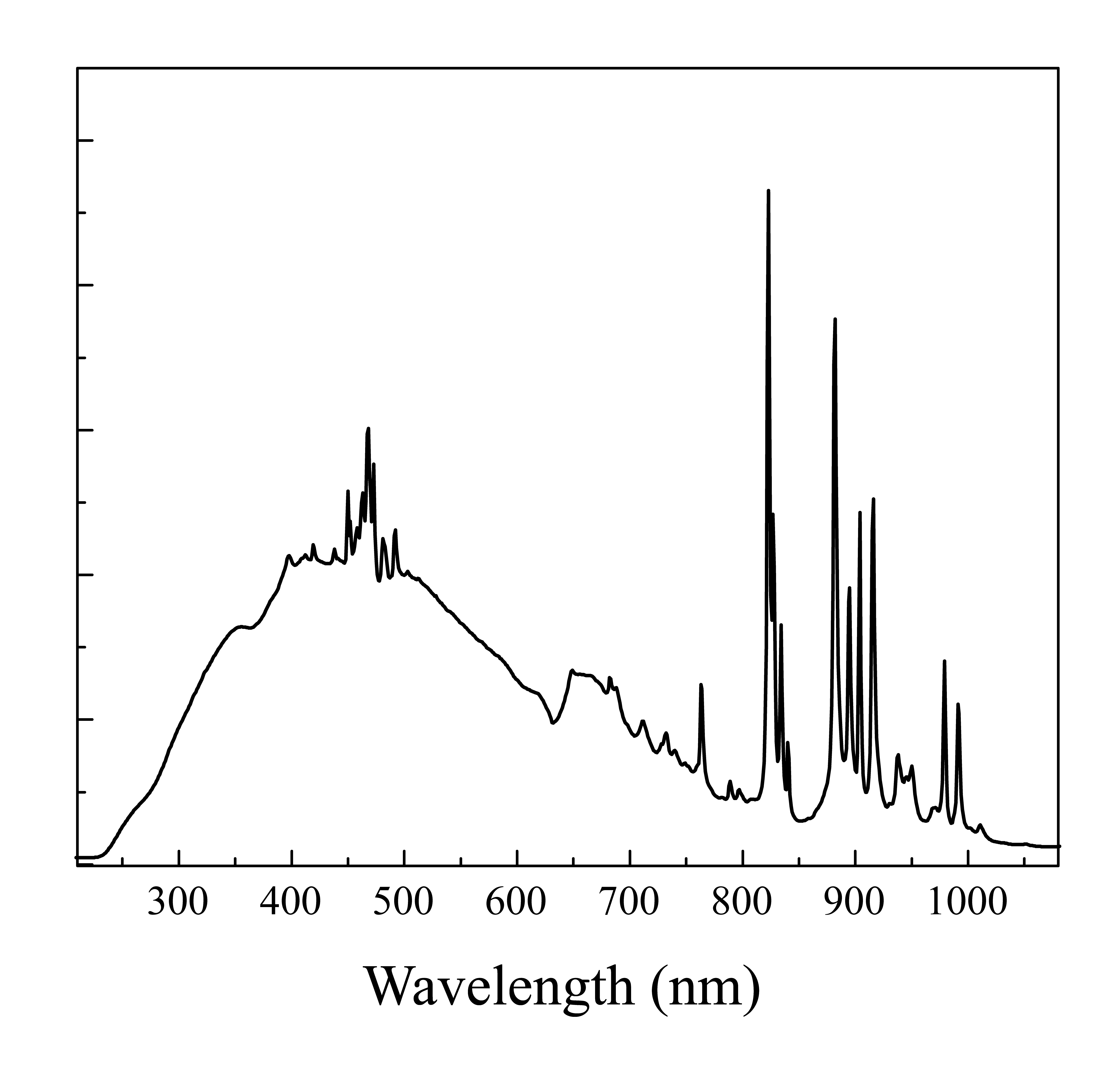
キセノンアークランプの発光スペクトル

キセノンランプまたはクセノンランプ（英語：xenon lamp）は高輝度放電灯の一種で、高圧のキセノンガス中での放電による発光を利用したランプ。
広義には、放電による紫外線で蛍光体を励起させて発光する希ガス蛍光ランプ（蛍光ランプの一種）もキセノンランプに含めることがある。また、点灯時のみキセノンの放電による熱を利用するメタルハライドランプの一種（自動車の放電式ヘッドランプに使われる）もキセノンランプと呼ぶことがある。また、キセノンランプのことをキセノン電球ということがあるが、これはキセノン電球はキセノンを封入した白熱電球を意味することもありこれらについてはこの記事では扱わない（それらについては当該記事を参照されたい）。
単にキセノンランプと言った場合、アーク放電を利用するキセノンアークランプ (xenon arc lamp) を指すことが多い。それ以外では、グロー放電を利用する低圧放電灯に分類されるものがある。
キセノンアークランプは、放電路の長さによりキセノンショートアークランプとキセノンロングアークランプに分類される。キセノンロングアークランプの一種にキセノンフラッシュランプがあり、それ以外のもの（特にキセノンショートアークランプ）をキセノンアークランプと呼ぶこともある。

## 特徴
白熱電球は、フィラメントという電線に通電させることによって光を得ている。それに対しキセノンランプは、キセノンガスを封入したガラス管の中に電圧をかけ放電させることによって光を得ており、フィラメント方式より消費電力が低く、また、理論上球切れの心配がないため長寿命である。

## キセノンアークランプ
点灯時の内力は通常2M～4MPa（20～40気圧）に設定されているものが多い。
発光効率は赤外放射と熱損失が大きく、25～30lm/Wと放電ランプとしては低いが、それでも白熱電球の2～3倍程度あり、また、可視光域の分光分布が太陽光のそれに近く演色性に優れている。加えて、始動から光束が安定するまでにほとんど時間を要しないのも特徴の一つ。

### キセノンショートアークランプ
電極間の距離が数mm以下のもの。輝度の高い点光源として映写用、印刷用に、また、標準光源としても利用される。点灯管部分は比較的高温になるため、石英ガラスが用いられる。通常直流点灯されるが、点灯時の特性が負特性となるため安定器が必要になり、また、始動用の高圧パルス発生装置が必要となる。

### キセノンロングアークランプ
電極間の距離が5～10cm程度あるいはそれ以上のもの。一般に交流で点灯される。点灯時に点灯管部分が非常に高温となるため冷却が必要となるが、冷却方式により水冷式と空冷式に分かれる。通常1kW以上の大型のもの(50kWを超えるものも存在する)となり、非常に大きな光束が得られるため、屋内・屋外に関わらず広範囲を照明する用途に用いられるほか、レーザー励起光源や航空機誘導灯としても用いられる。特に大型のものの場合、内部気圧を100kPa(1気圧)に下げ点灯時の特性が正特性となるようにしてある物が多く、この場合、安定器が不要となる。

### キセノンフラッシュランプ
キセノンロングアークランプのうち、コンデンサ等を用いたパルス光（極めて短時間の放射）の発生に特化したもの。発光時間が極めて短く、発熱量も少ないため冷却装置は不要となり、また、管径など全体的に小型化されている。発光管部分の温度も低いため、石英ガラスのほか高シリカガラスも用いられる。写真撮影用のエレクトロニックフラッシュとして多用される。点孤を短時間に確実にさせるため、点灯管外面にトリガー電極（トリガーワイヤとも呼ばれる）が巻き付けられている。点灯の方法には点灯時毎に高電圧をかけるトリガー方式と非点灯時も微弱に電流を流し高速に点灯させることを可能にしたシマー方式がある。